# Museu de Londres
O Museu de Londres (em inglês:  Museum of London) é um museu em Londres que documenta a história da capital britânica, desde tempos pré-históricos até ao presente. Fica muito perto do Barbican Centre, e faz parte do apelativo complexo de edifícios Barbican criado nas décadas de 1960 e 1970, parte de uma inovadora restauração de uma área da City castigada por bombardeamentos durante a Segunda Guerra Mundial.
Foi inaugurado em 1976, e está a poucos minutos a pé e para norte da Catedral de São Paulo e domina os restos da muralha romana, encontrando-se junto do núcleo urbano mais antigo de Londres, conhecido como a City, hoje a zona financeira. O museu trata principalmente da história social de Londres e dos seus habitantes através da história.
O museu se divide em galerias que contam a história da cidade e de seus habitantes da pré-história aos dias atuais. O Museu de Londres tem atualmente 7 galerias: Londres antes de Londres (350.000 a.C. a 50 d.C.); Londres Romana (50 – 410 d.C); Londres Medieval (410 – 1558); Guerra, Praga e Fogo (1550s - 1660s); Cidade em Expansão (1670s - 1850s); Cidade do Povo (1850s - 1940s) e Cidade do Mundo (1950s aos dias de hoje). Há ainda uma galeria dedicada à City of London e outra à pira olímpica das Olimpíadas de Londres de 2012.